# Rame (chemin de fer)
Pour les articles homonymes, voir rame.
Une rame, dans le domaine du chemin de fer, est un ensemble cohérent de véhicules (voitures ou wagons) attelés entre eux. Pour les ensembles hétéroclites, on préfère parler de formation.
Lors de sa mise en circulation, toute rame se voit dotée d'une signalisation de queue sur le dernier véhicule qui la constitue. C'est ce moyen qui permet de s'assurer que la rame est complète.

## Les différents types de rames
La rame peut être une :
- rame remorquée (on dit aussi rame tractée) tractée ou poussée par une locomotive ;
- rame automotrice assurant elle-même sa propulsion ; elle peut alors circuler seule ou en unités multiples, composées de plusieurs éléments automoteurs.

Qu'elle soit remorquée ou automotrice, on parle de rame réversible quand elles peuvent circuler dans les deux sens sans retournement, ni déplacement de la locomotive ; elles disposent pour cela d'une voiture-pilote à chaque extrémité libre (à l'opposé de la locomotive ou à chaque extrémité d'un élément automoteur) ; les rames automotrices modernes sont toutes réversibles contrairement aux anciens autorails dont les remorques n'avaient pas de poste de conduite.

### Rame déformable
La rame peut être déformable si elle est constituée d'éléments indépendants. Sa constitution nécessite alors une opération dite de formation suivie d'un relevé de composition transmis aux organismes concernés  après avoir défini les véhicules à inclure et manœuvré pour les placer et procédé à l'accouplement. Il s'agit de lier mécaniquement les véhicules entre eux (au moyen d'un tendeur et d'un crochet, ou bien d'un attelage (semi-)automatique) puis de réaliser les liaisons complémentaires : conduites pneumatiques (pour le frein, l'alimentation en air) et câblots électriques (sonorisation, alimentation haute tension, ainsi que diverses liaisons souvent réunies sous le terme « ligne de train » ).

### Rame indéformable
Une rame est dite « indéformable » (abus de langage pour rame élémentaire, insécable) si on ne peut pas dissocier en service les différents véhicules qui la composent (sauf cas de force majeure). Les éléments automoteurs forment par définition des rames indéformables, a fortiori s'il s'agit d'une rame articulée. Certaines rames de marchandises sont également indéformables. Des rames indéformables peuvent parfois être accouplées entre elles pour composer un convoi plus long.

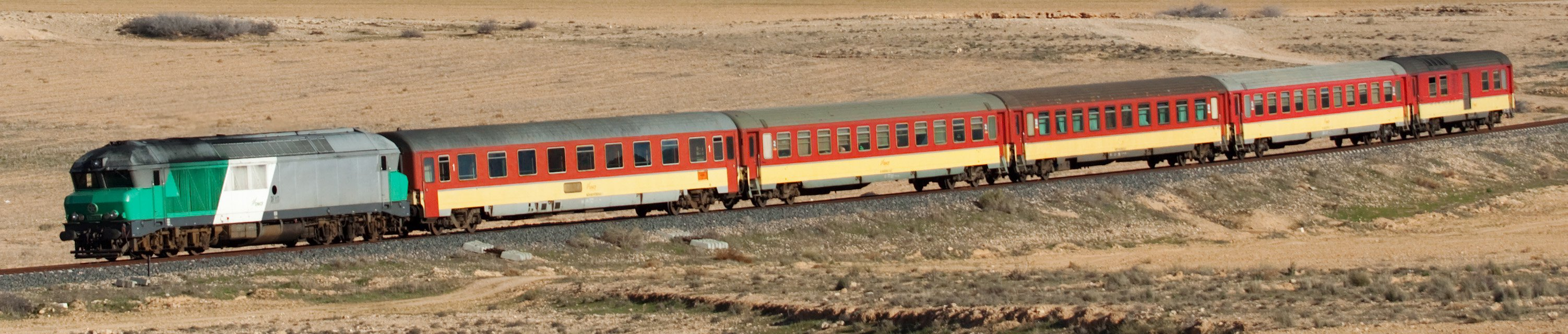
Rame remorquée déformable Corail de l'ONCF.

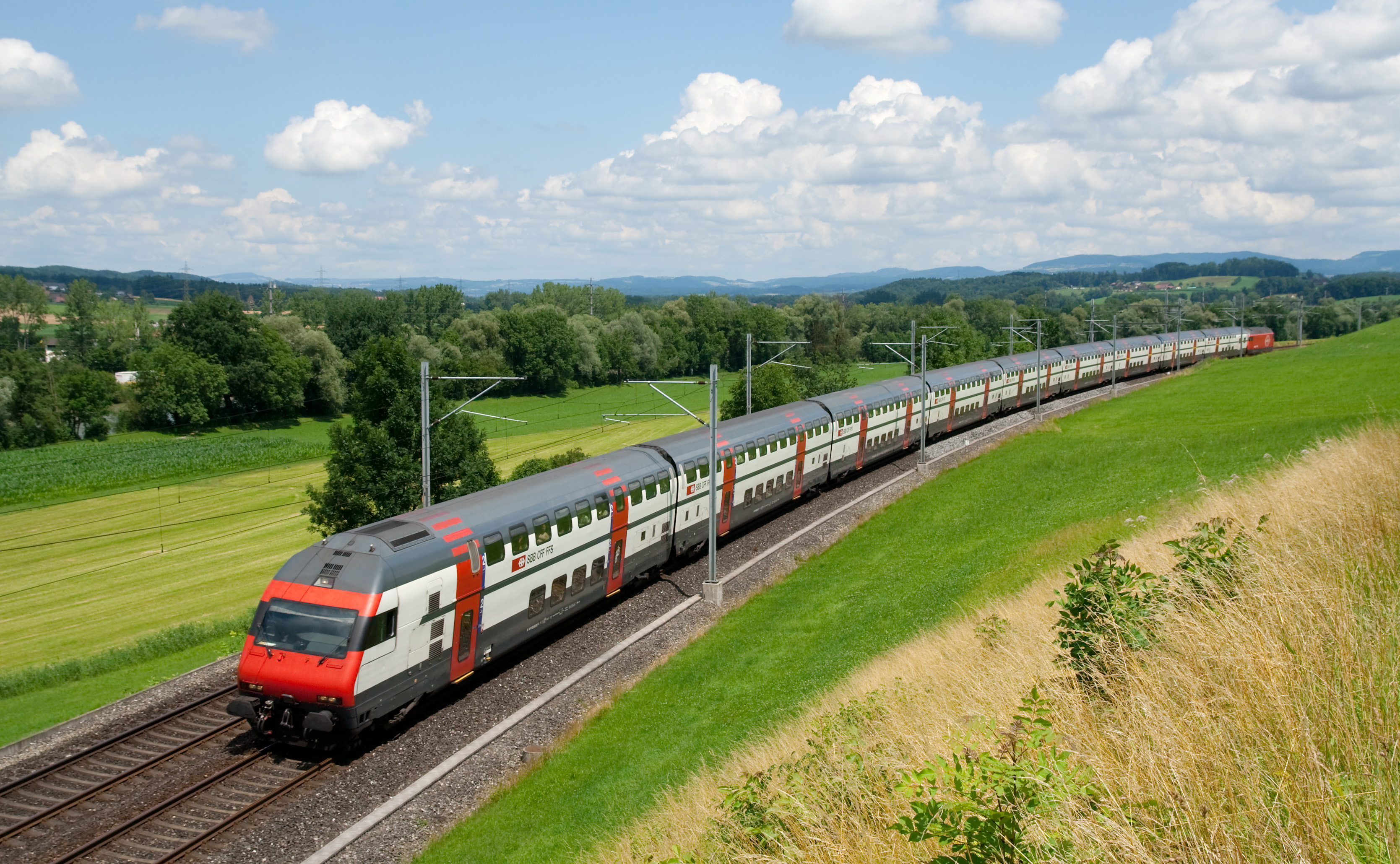
Rame remorquée réversible IC 2000 des CFF.
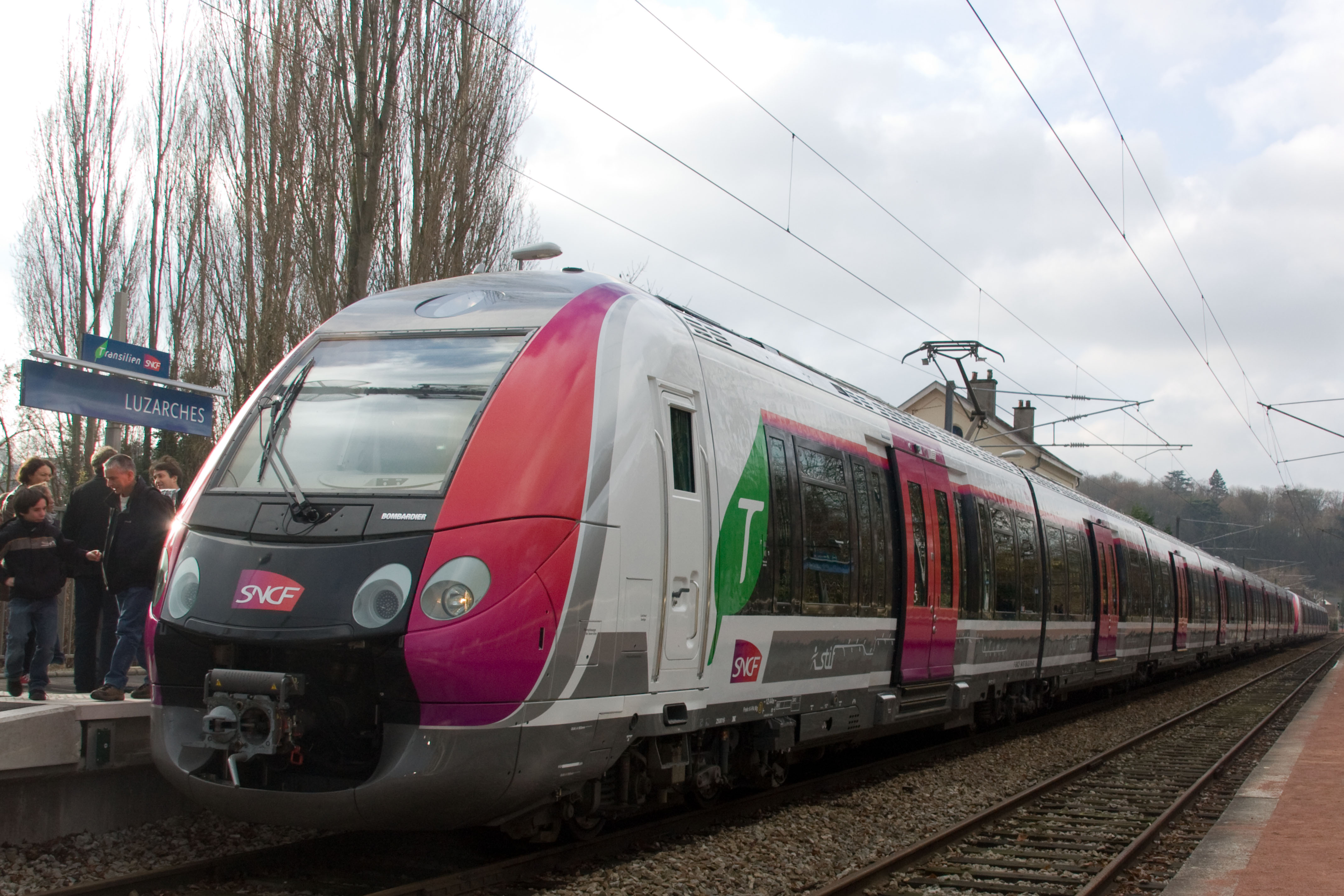
Rame automotrice Z 50000 de la SNCF.
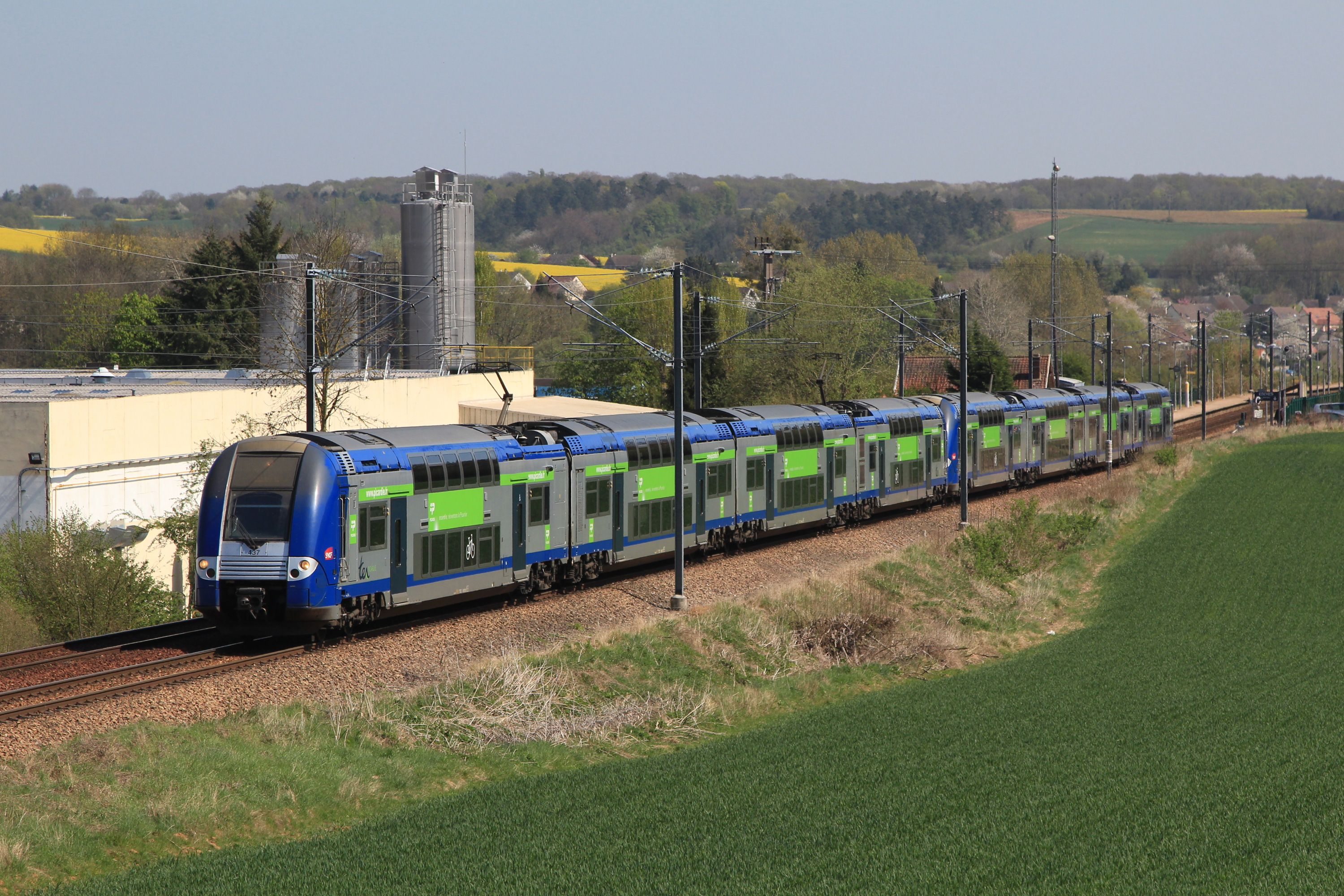
Rame automotrice composée de deux éléments automoteurs Z 26500 de la SNCF.

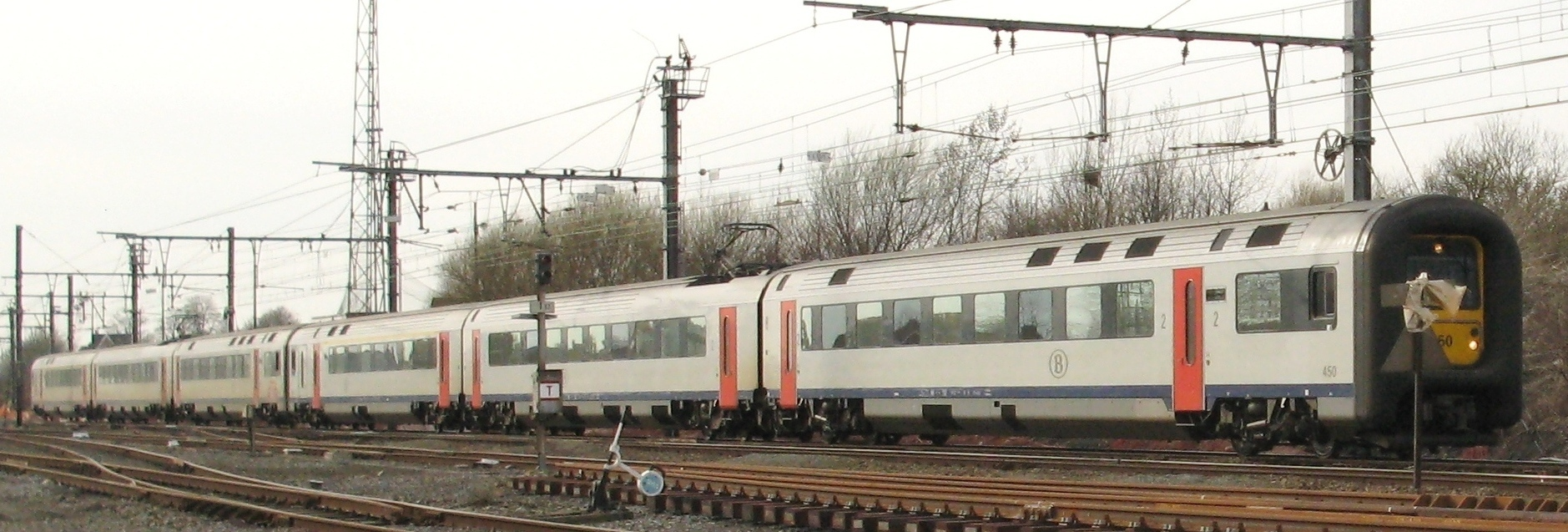
Rame automotrice composée de deux éléments automoteurs AM 96 de la SNCB.
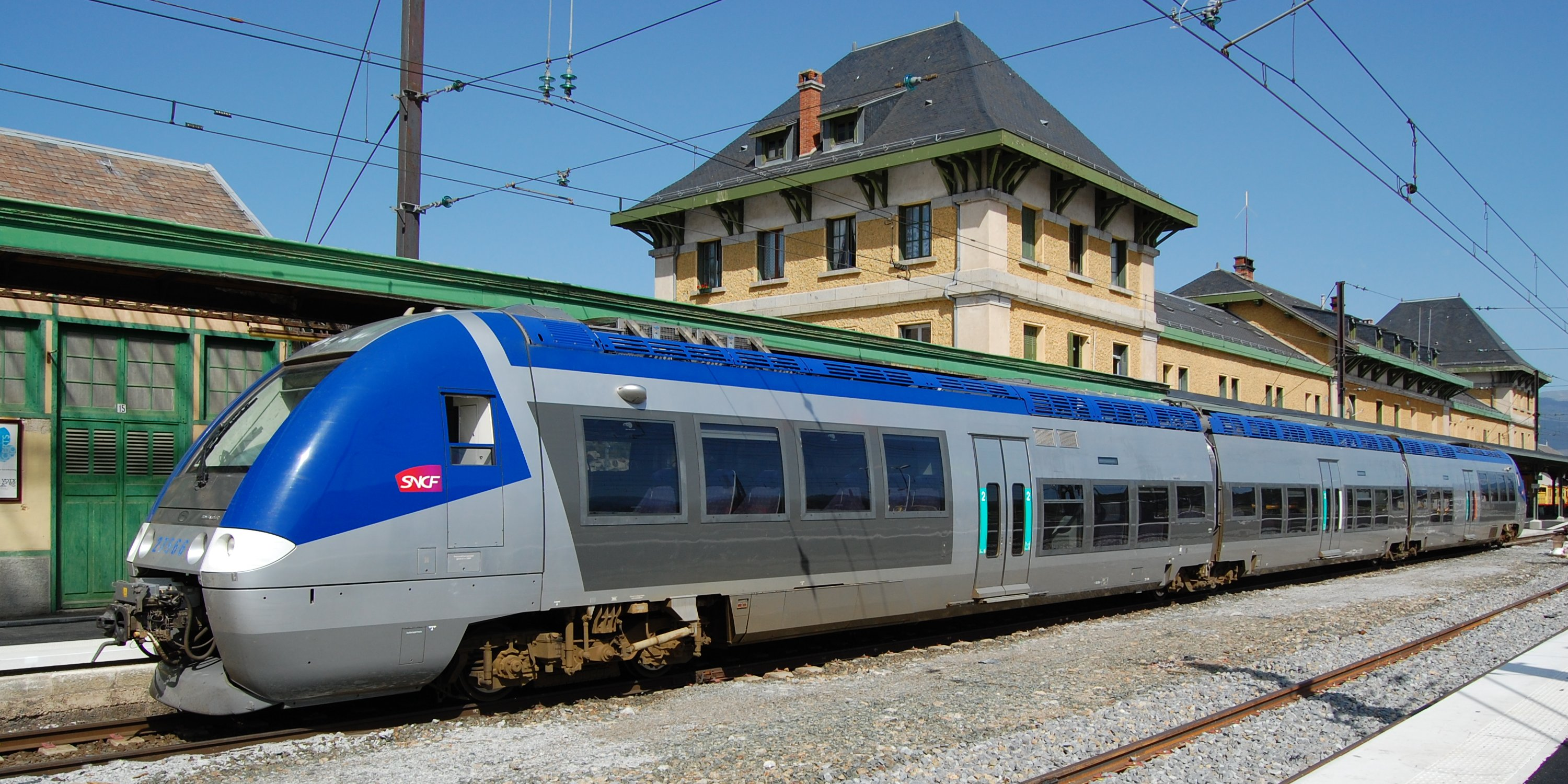
Rame automotrice articulée constituée d'un élément automoteur Z 27500 de la SNCF.